# Insigna „Laureat al Premiului de Stat al RMN”

Insigna "Laureat al Premiului de Stat al RMN"

Insigna "Laureat al Premiului de Stat al RMN" (în rusă Нагрудный знак "Лауреат Государственной премии") este una dintre decorațiile auto-proclamatei Republici Moldovenești Nistrene. Ea a fost înființată prin decretul nr. 614 președintelui RMN, Igor Smirnov, din data de 22 noiembrie 1997.

## Descriere
Insigna "Laureat al Premiului de Stat al RMN" este confecționată din alamă, semănând mai mult cu o insignă decât cu o medalie.